# Corpet-Louvet

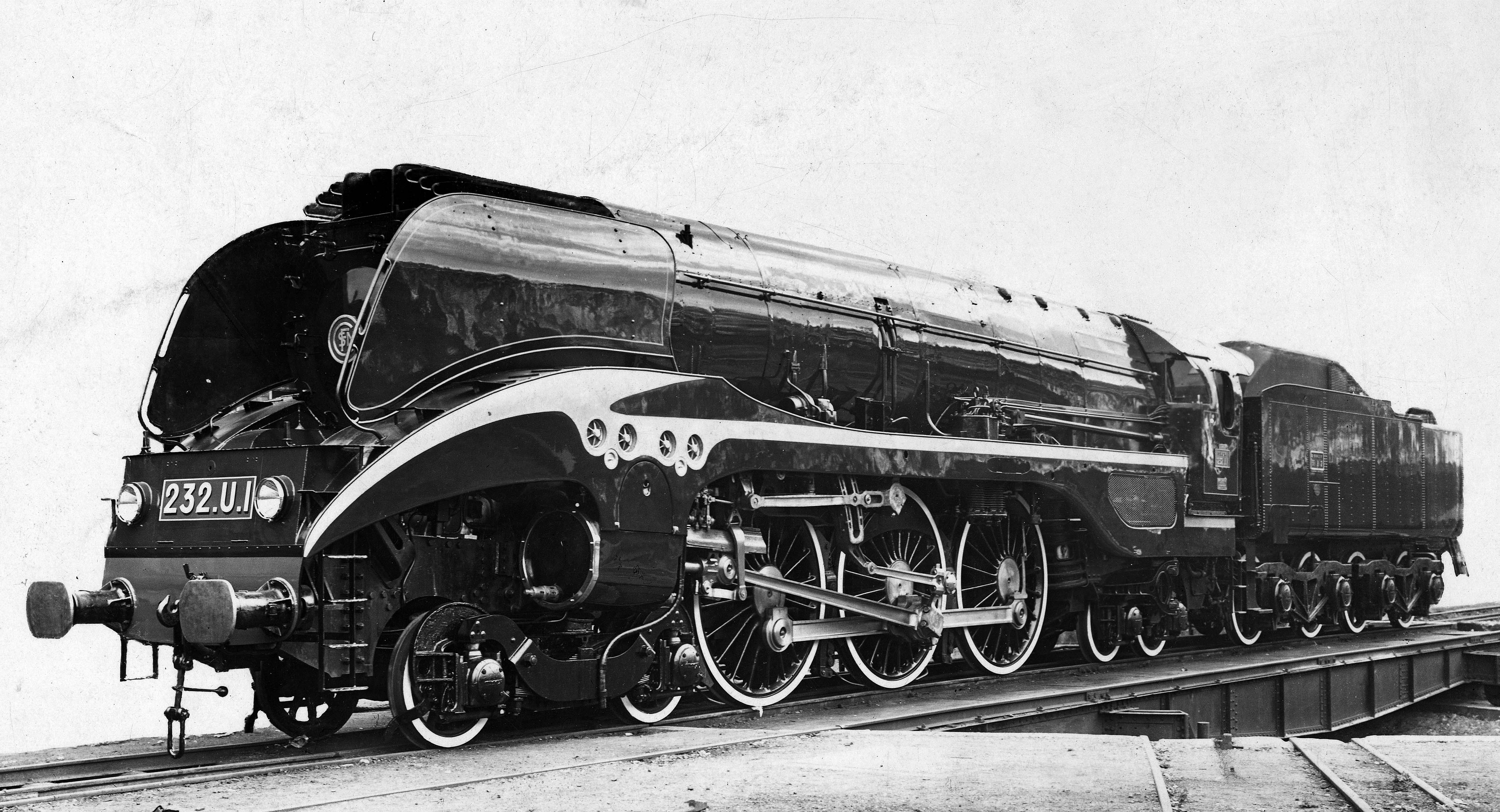
Foto di fabbrica della SNCF 232.U.1 (n. 1908 del 1949)

Corpet-Louvet era un costruttore di locomotive a vapore con sede principale a Parigi, in Francia.

## Storia
La fabbrica nacque nel 1855, in Avenue Phillippe-Auguste a Parigi prendendo nome dal fondatore, Auguste Anjubault. Nel 1868 il marchio venne rilevato da Lucien Corpet. La sorella di Corpet, Marguerite, sposò Lucien Louvet, ingegnere cappo della Compagnie Meusienne des Chemins de Fer, la quale era uno degli acquirenti delle locomotive Corpet. Alla morte di Lucien Corpet, nel 1889, Louvet assunse la dirigenza dello stabilimento.
Nel 1912 la fabbriva si spostò nella sede di La Corneuve modificando nel contempo il suo assetto societario in Corpet, Louvet et Compagnie. 
La produzione della fabbrica comprendeva locomotive per ogni tipo di scartamento e di esigenza di trazione, sia tranviaria che ferroviaria.
Il massimo della produzione si ebbe tra il 1900 e il 1910. La fabbricazione delle locomotive a vapore ebbe termine nel 1953.
La società intraprese altre attività produttive fino alla costruzione su licenza di macchine movimento terra Caterpillar.

## Locomotive Corpet-Louvet preservate
| Immagine | Numero fabbr. | Anno | Tipo rodiggio | Scartamento, mm | Proprietà                                               | Località                                                                               |
| -------- | ------------- | ---- | ------------- | --------------- | ------------------------------------------------------- | -------------------------------------------------------------------------------------- |
|          | 439           | 1887 | 0-3-0PT       | 600             | Minas de Aller "2", Sociedad Hullera Española 2,        | Mataro, Catalogna, (Spagna)                                                            |
|          | 467           | 1888 | 0-3-0PT       | 600             | Minas de Aller "3", Sociedad Hullera Española 3         | Miniere di Lousal (Portogallo)                                                         |
|          | 493           | 1888 | 0-3-0T        | 1000            | Loddington Ironstone Co., ex Chemin de Fer du Cambrésis | Irchester Narrow Gauge Railway Museum                                                  |
|          | 534           | 1890 | 0-3-1T        | 1000            | SE Meuse                                                | Bar-le-Duc, Francia                                                                    |
|          | 542           | 1891 | 0-3-0         | 600             | Minas de Aller "5", Sociedad Hullera Española           | Museo del Ferrocaril de Asturias, Gijón (Spagna)                                       |
|          | 691           | 1897 | 0-3-0T        | 1000            | CF Drôme                                                | Charente, Francia                                                                      |
|          | 710           | 1898 |               |                 | Enterprise Piketty                                      | Musée des tramways à vapeur et des chemins de fer secondaires français, Butry-sur-Oise |
|          | 1097          | 1906 | 1-3-0T        | 1000            | Transports de l'Aisne                                   | Chemin de Fer de la Baie de Somme, Saint-Valery-sur-Somme                              |
|          | 1087          | 1907 | 0-3-0T        | 1000            | Chemins de Fer Nord-Pas de Calais                       | Érezée, Belgio                                                                         |
|          | 1234          | 1909 | 0-3-0T        | 1000            | Tramway d'Ile et Vilaine #75                            | Musée des tramways à vapeur et des chemins de fer secondaires français, Butry-sur-Oise |
|          | 1250          | 1909 | 0-3-0T        | 1000            | CF Économiques des Charentes                            | Charente, Francia                                                                      |
|          | 1546          | 1918 | 0-2-0T        | 1435            | 105, Forges de Fourchambault                            | Musée Vivant du Train à Vapeur, Longueville, Parigi                                    |
|          | 1589          | 1921 | 0-2-0T        | 1000            | Enterprise Paul Frot                                    | Train du Bas Berry (36)                                                                |
|          | 1614          | 1923 | 0-4-0T        | 1000            | Enterprise Paul Frot                                    | Voie Férrées du Velay                                                                  |
|          | 1616          | 1923 | 0-4-0T        | 1000            | Enterprise Paul Frot                                    | Train du bas Berry (36)                                                                |
|          | 1629          | 1924 | 1-3-1T        | 1435            | TCDD 3513                                               | Kaklik, Turchia                                                                        |
|          | 1634          | 1923 | 0-3-0T        | 1435            | Cévennes Colliery                                       | CFT de la Sarthe, Connerre-Belle, Francia                                              |
|          | 1665          | 1925 | 0-3-0T        | 1200            | Trois Rivières Distillery, Martinica.                   | Martinica                                                                              |
|          | 1667          | 1925 | 0-2-0T        | 1000            | Enterprise Paul Frot                                    | Chemin de Fer de la Baie de Somme                                                      |
|          | 1672          | 1927 | 0-2-0T        | 1435            | Enterprise Paul Frot                                    | Chemins de Fer de la Baie de Somme                                                     |
|          | 1673          | 1927 | 0-2-0T        | 1000            | Enterprise Paul Frot                                    | MTVS, Butry-ur-Oise                                                                    |
|          | 1679          | 1927 | 0-3-0T        | 1000            | Chemin de Fer des Côtes-du-Nord                         | MTVS, Butry-sur-Oise                                                                   |
|          | 1701          | 1925 | 0-3-0T        | 1200            | Usine Sainte Marie, Martinica                           | St. James Sugar Cane Museum, Sainte-Marie (Martinica)                                  |
|          | 1705          | 1926 | 1-5-0         | 1435            | TCDD n. 56911                                           | Nazilli, Turkey                                                                        |
|          | 1706          | 1926 | 1-5-0         | 1435            | TCDD #56912                                             | Alaşehir, Turkey                                                                       |
|          | 1708          | 1929 | 1-5-0         | 1435            | TCDD n. 56914                                           | Çamlik, Turkey                                                                         |
|          | 1711          | 1926 | 1-5-0         | 1435            | TCDD n. 56917                                           | Çamlik, Turkey                                                                         |
|          | 1718          | 1926 |               |                 | Officina Rio Una Officina Barreiro "Coronel Othon"      | Museu do Una, in São José da Coroa Grande, Pernambuco (Brasile)                        |
|          | 1816          | 1932 | 0-3-0T        | 1435            | S.E, 3071                                               | CFT des Landes de Gascogne                                                             |
|          | 1908          | 1949 | 2-3-2         | 1435            | SNCF 232.U.1                                            | Cité du train, Mulhouse, Francia                                                       |
|          | 1933          | 1948 | 0-3-0T        | 1435            | Cévennes Colliery                                       | Ambert, Francia                                                                        |
|          | 1943          | 1950 | 1-4-1         | 610             | Bengal Nagpur Railway South Eastern Railway             | Nainpur, India                                                                         |
|          | 1953          | 1951 | 1-4-1         | 610             | Bengal Nagpur Railway South Eastern Railway             | Purulia, India                                                                         |
|          | 1957          | 1951 | 1-3-1         | 610             | Western Railway (India), Indian Railways                | Godrha, India                                                                          |
|          | 1958          | 1951 | 1-3-1         | 610             | Western Railway (India), Indian Railways                | Sanjay Gandhi Botanical Garden, Patna, India                                           |
|          | 1962          | 1951 | 0-2-0T        | 1435            | Auvergne Collieries                                     | Le Cannet, Francia, ultima costruita                                                   |